# 긴꼬리흰가오리
긴꼬리흰가오리(Plesiobatis daviesi)는 매가오리목에 속하는 연골어류의 일종이다. 긴꼬리흰가오리과(Plesiobatisidae)와 긴꼬리흰가오리속(Plesiobatis)의 유일종이다. 인도-태평양에 널리 분포하며, 수심 275-1680m 깊이의 대륙사면 상단의 입자가 고운 퇴적물 위에서 주로 발견된다. 몸길이는 최대 2.8m, 너비는 1.5m 정도이다.